# Obafemi Martins
Obafemi 'Oba Oba' Akinwunmi Martins (Lagos, 28 de outubro de 1984) é um ex-futebolista nigeriano que atuava como atacante.

## Carreira
Foi revelado no Reggiana, da Itália, e ganhou destaque atuando pela Internazionale, onde jogou durante cinco anos. Em agosto de 2006 foi contratado pelo Newcastle United, da Inglaterra. Após o rebaixamento da equipe na Premier League, Martins assinou contrato com o Wolfsburg, da Alemanha, em julho de 2009.
Retornou ao futebol inglês no dia 31 de janeiro de 2011, sendo cedido por empréstimo ao Birmingham City.
No dia 13 de setembro de 2012, depois de rescindir seu contrato com o Rubin Kazan, da Rússia, Martins acertou com o Levante.

### Seattle Sounders
Foi contratado por cerca de 4 milhões de euros pelo Seattle Sounders, dos Estados Unidos, no dia 11 de março de 2013. No total, atuou em 80 jogos, marcou 40 gols e conquistou a MLS Cup de 2014 pelo clube norte-americano. 

## Seleção Nacional
Desde muito jovem, Martins sempre foi convocado para defender a Seleção Nigeriana. Era um dos principais jogadores da Seleção ao lado de Kalu Uche, Peter Odemwingie, Yakubu Aiyegbeni, entre outros. Sempre teve muito sucesso quando vestiu a camisa da Seleção Nigeriana, tendo em vista que disputou a Copa do Mundo FIFA de 2010, na África do Sul. Mesmo não sendo titular com o treinador Lars Lagerbäck, o atacante entrou no decorrer de duas das três partidas disputadas na primeira fase no Grupo B.

## Vida pessoal
Obafemi tem dois irmãos futebolistas: Jonh Ronan Martins e Oladipupo Martins, que jogou com ele nas categorias de base da Reggiana e morreu em agosto de 2011, aos 28 anos.

## Títulos
Internazionale
- Copa da Itália: 2004–05 e 2005–06
- Supercopa da Itália: 2005 e 2006
- Serie A: 2005–06

Newcastle United
- Copa Intertoto da UEFA: 2006

Birmingham City
- Copa da Liga Inglesa: 2010–11

Rubin Kazan
- Copa da Rússia: 2011–12
- Supercopa da Rússia: 2012–13

Seattle Sounders
- MLS Cup: 2014